# Оявойс
О́яво́йс (фин. Ojavois) — посёлок в составе Сортавальского городского поселения Сортавальского района Республики Карелия.

## Общие сведения
Расположен на берегу залива в северной части Ладожского озера.

## Население
| 2002 | 2009 | 2010 | 2013 |
| ---- | ---- | ---- | ---- |
| 11   | →11  | ↘9   | ↘8   |